# Herophydrus cleopatrae
Herophydrus cleopatrae är en skalbaggsart som först beskrevs av Peyron 1858.  Herophydrus cleopatrae ingår i släktet Herophydrus och familjen dykare. Inga underarter finns listade i Catalogue of Life.